# 練馬トンネル

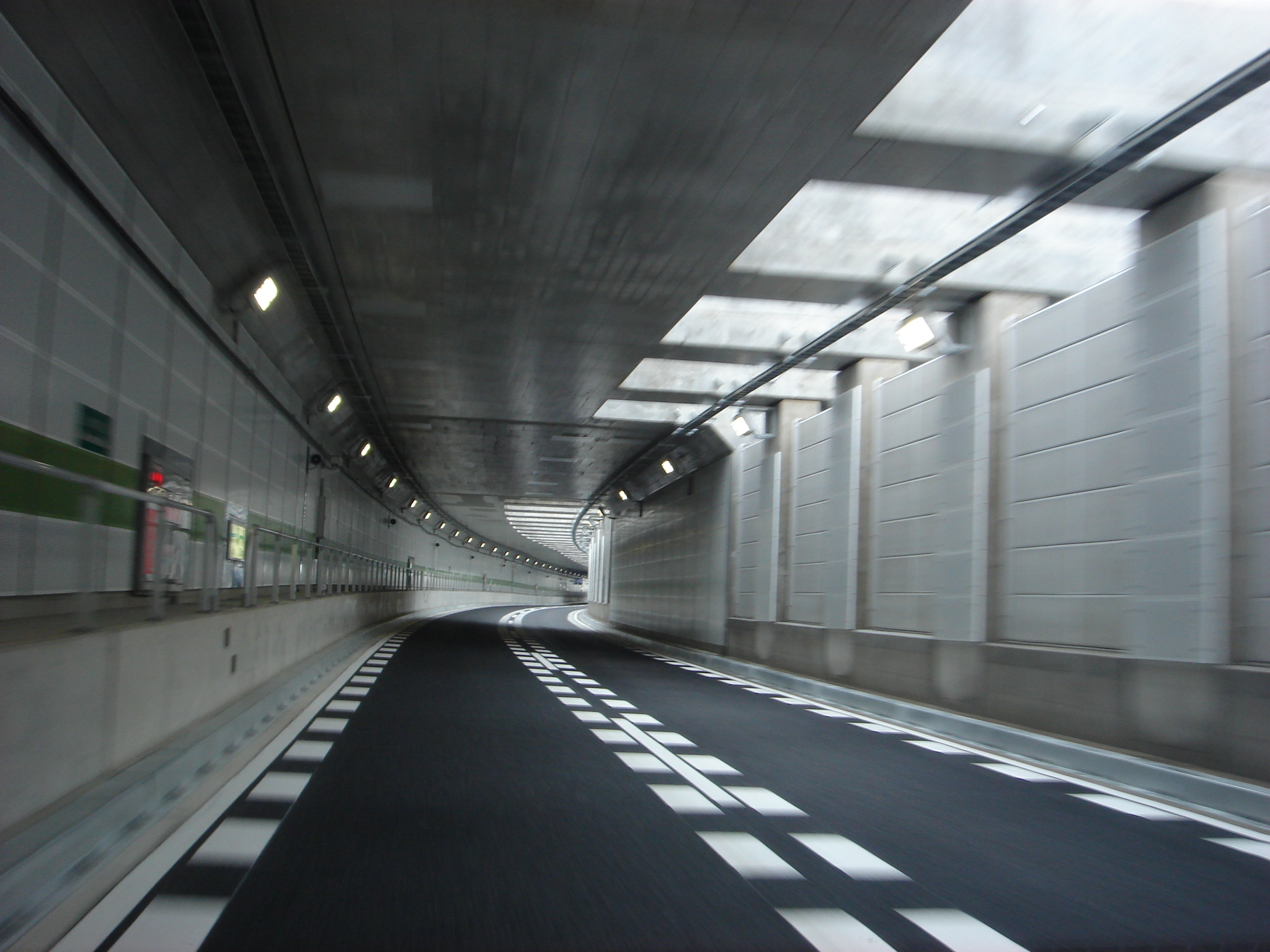
練馬トンネル（外回り）

練馬トンネル（ねりまトンネル）は、東京都道311号環状八号線の道路トンネル。工事中の仮称は南田中トンネル。
東京都道311号環状八号線に最後に残された2つの未成区間の内、杉並区井草・練馬区高松間の区間の開通のために掘削された。練馬区、井荻トンネル北側の部分に接続され目白通りまで連絡する。目白通りとは立体交差。トンネルの天井部分の一部が開放された「半地下方式」のトンネルである。2006年（平成18年）5月28日に開通した。

## データ
- 開通日：2006年5月28日
- 本線部（半地下式トンネル）
  - トンネル延長：1764.3m
  - 片側2車線（全体4車線）
  - 幅員16.7m
- 平面街路部
  - 延長：1894.7m
  - 片側1車線（全体2車線）
  - 幅員25 - 60m
  - 最高速度 60km/h

## 交差する鉄道
- 西武池袋線